# ボマルツォ (オペラ)

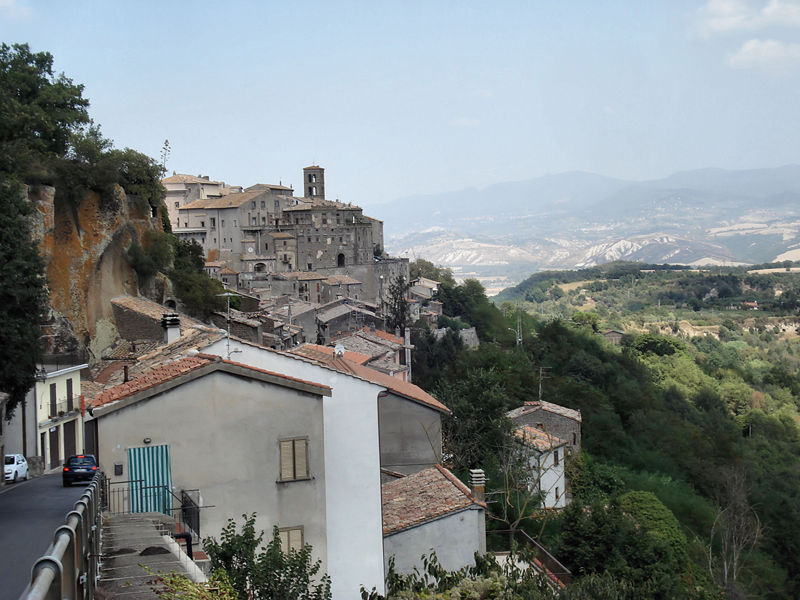
ボマルツォの風景（イタリア）

『ボマルツォ』（Bomarzo）作品34は、アルゼンチンの作曲家アルベルト・ヒナステラによるオペラ。スペインの作家マヌエル・ムヒカ＝ライネス（Manuel Mujica Láinez）が1962年に発表した同名小説をもとに、1967年に作曲された。

## 概要
2幕。16世紀イタリアのボマルツォ君主であったピエール・フランチェスコ・オルシーニ（Pier Francesco Orsini）を主役とした作品である。
世界初演は、1967年5月19日にワシントンD.C.で、オペラ・ソサエティ・オブ・ワシントン（現：ワシントン・ナショナル・オペラ）によって行われた。1968年3月14日には、ニューヨーク・シティ・オペラによって同内容の公演が行われた。またイギリスでは、1976年11月3日にイングリッシュ・ナショナル・オペラによって、ライオネル・ソルターによる英語翻訳版の初演が行われた。
作曲家の祖国アルゼンチンでも、1967年8月4日にテアトロ・コロンにおいて初演が計画されていたが、当時のアルゼンチン大統領であるフアン・カルロス・オンガニーアが、作品に性的な表現が含まれているとして上演の差し止めを命じた。そのため、アルゼンチンでは1972年までこの作品が上演されることはなかった。
このオペラは十二音技法や四分音など、さまざまな作曲様式を取り入れている。また、第2幕は前奏曲と15の場面で構成されている。

## あらすじ

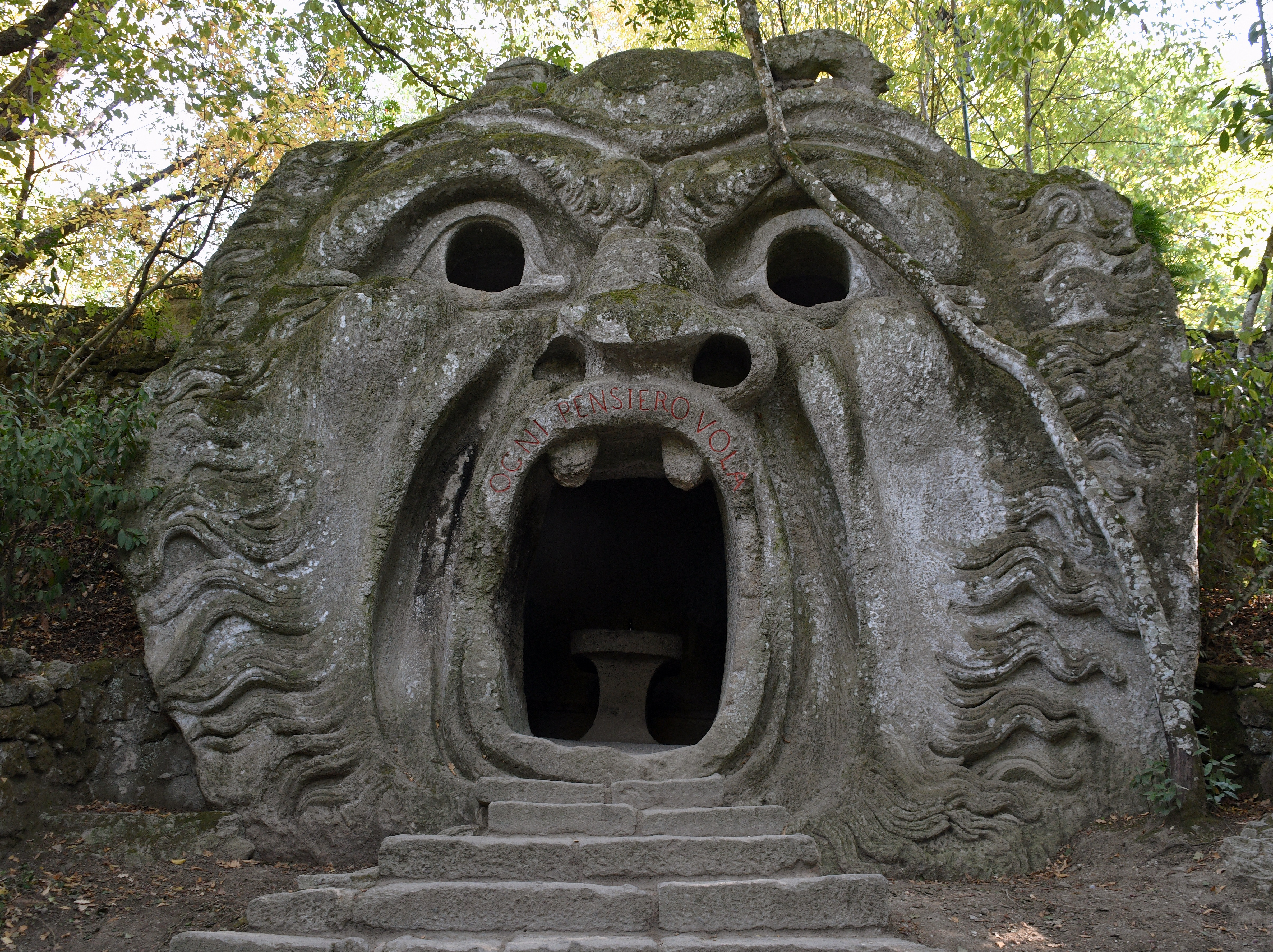
ピエール・フランチェスコ・オルシーニが作らせた彫刻（怪物公園）

ボマルツォの君主ピエール・フランチェスコ・オルシーニは、占星術師シルビオ・デ・ナルニが調合した、飲めば不死になれるという魔法の薬を口にした。しかし、これには毒が入れられており、その毒が作用し始めると、ボマルツォ君主はフラッシュバックを起こし、彼の人生を思い出し始めた。
彼の父は、若いピエール・フランチェスコを、骸骨が踊る部屋に引き入れた。そののち、彼の父は戦死。そののちに、ピエール・フランチェスコはフィレンツェで、若い情婦ペンテシレイアの部屋をたびたび訪れた。しかし、彼は彼女の鏡張りの部屋で、不安に満ちた自身の姿を目にする。
その後、ピエール・フランチェスコの兄、ジローラモが崖から落ちて死亡した。そのため、ピエール・フランチェスコが新しいボマルツォの君主となった。その後彼は、彼の弟であるマエルバーレを君主にすえたいと思っていたジュリア・ファルネーゼと出会った。ダンス・フェスティバルの席で、彼がジュリアに求愛した際、彼は彼女のドレスの上に赤ワインをこぼした。彼はそれを、死の予兆だと感じた。
ピエール・フランチェスコとジュリアは、最終的に結婚した、しかし、ボマルツォ君主はそれから力を失っていった。時がたち、君主は自身の財産で大きな石の彫刻を作り、そこに彼の苦悩を表現した。彼は、ジュリアとマエルバーレが自分を裏切っていると考え始め、彼の奴隷アブルにマエルバーレの殺害を命じた。
君主の甥であるニコラスが見ている横で、占星術師シルビオは魔法の薬を調合している。ニコラスは、すきを見てそれに毒を入れた。君主ピエール・フランチェスコはそれを飲み、死に至った。